# Gorenje Brezovo
Gorenje Brezovo – wieś w Słowenii, w gminie Ivančna Gorica. W 2018 roku liczyła 44 mieszkańców.